# Andy García
Andrés "Andy" Arturo García Menéndez, (Havana, 12 de abril de 1956) é um ator americano, nascido em Cuba. García é mais conhecido pelas atuações nos filmes The Untouchables, The Godfather: Part III, Ocean's Eleven, Ocean's Twelve e Ocean's Thirteen. García foi indicado ao Oscar de Melhor Ator Coadjuvante pela atuação em The Godfather: Part III.

## Biografia
Nascido em Cuba, emigrou com a família para os EUA em 1961. É casado e pai de três meninas e um menino.
Ele apareceu em um papel coadjuvante em 1985 em The Mean Season ao lado de Kurt Russell. Em 1987, García se tornou mundialmente conhecido ao atuar em The Untouchables de Brian De Palma, filme que também contava com Kevin Costner, Sean Connery e Robert De Niro.
Em 1989, García fez o filme Black Rain, com Michael Douglas. Também em 1989, Francis Ford Coppola estava lançando The Godfather: Part III. García ganhou o papel de Vincent Mancini, filho ilegítimo de Sonny Corleone, e ganhou uma indicação ao Oscar de Melhor Ator Coadjuvante por sua  performance.
Milita no movimento anticastrista e, em 2000, se pronunciou publicamente, ao lado da cantora Gloria Estefan, a favor da permanência do menino Elián González nos Estados Unidos, após sua mãe ter morrido afogada ao tentar alcançar Miami em uma balsa. A Justiça norte-americana determinou a volta de Elián para Cuba, em companhia do pai.
Além de papéis em filmes de ação, como Ocean's Eleven (2001), sua seqüência de 2004 e Confidence (2003), estrelou o filme de 2004 sobre a vida do pintor italiano Amedeo Modigliani. Sua primeira atuação como diretor foi em The Lost City.

## Filmografia
- 2023 - Os Mercenários 4
- 2021 - Wrath of Man
- 2018 - The Mule
- 2018 - Book Club
- 2018 - Mamma Mia! Here We Go Again
- 2017 - Tempestade: Planeta em Fúria
- 2016 - Max Steel
- 2014 - Tiras, Só que Não
- 2014 - Rio 2
- 2013 - At Middleton
- 2012 - A Dark Truth
- 2012 - For Greater Glory: The True Story of Cristiada
- 2012 - 5 Days of War
- 2010 - Across the Line: The Exodus of Charlie Wright (video)
- 2009 - City Island
- 2009 - The Pink Panther 2
- 2007 - Ocean's Thirteen
- 2007 - The Air I Breathe
- 2007 - A Última Cartada
- 2006 - The Pink Panther
- 2005 - The Lost City
- 2004 - Ocean's Twelve
- 2004 - Modigliani
- 2004 - The Lazarus Child
- 2004 - Twisted
- 2003 - Confidence
- 2003 - Just Like Mona
- 2002 - Onze Homens e um Segredo[1]
- 2001 - Ocean's Eleven
- 2001 - The Man from Elysian Fields
- 2001 - The Unsaid
- 2001 - Lakeboat
- 2000 - For Love or Country - The Arturo Sandoval History
- 1999 - Just the Ticket
- 1998 - Desperate Measures
- 1997 - Hoodlum
- 1997 - The Disappearance of Garcia Lorca
- 1997 - Night Falls on Manhattan
- 1995 - Steal Big, Steal Little
- 1995 - Coisas para fazer em Denver quando se está morto
- 1994 - Quando um Homem ama uma Mulher
- 1992 - The Godfather Trilogy: 1901-1980
- 1992 - Jennifer 8
- 1992 - Hero
- 1991 - Dead Again
- 1990 - The Godfather: Part III
- 1990 - A Show of Force
- 1990 - Internal Affairs (film)
- 1989 - Black Rain
- 1988 - American Roulette
- 1988 - Stand and Deliver
- 1987 - The Untouchables
- 1986 - 8 Million Ways to Die
- 1985 - The Mean Season
- 1983 - Blue Skies Again
- 1983 - A Night in Heaven
- 1979 - Guaguasi